# Weleveld

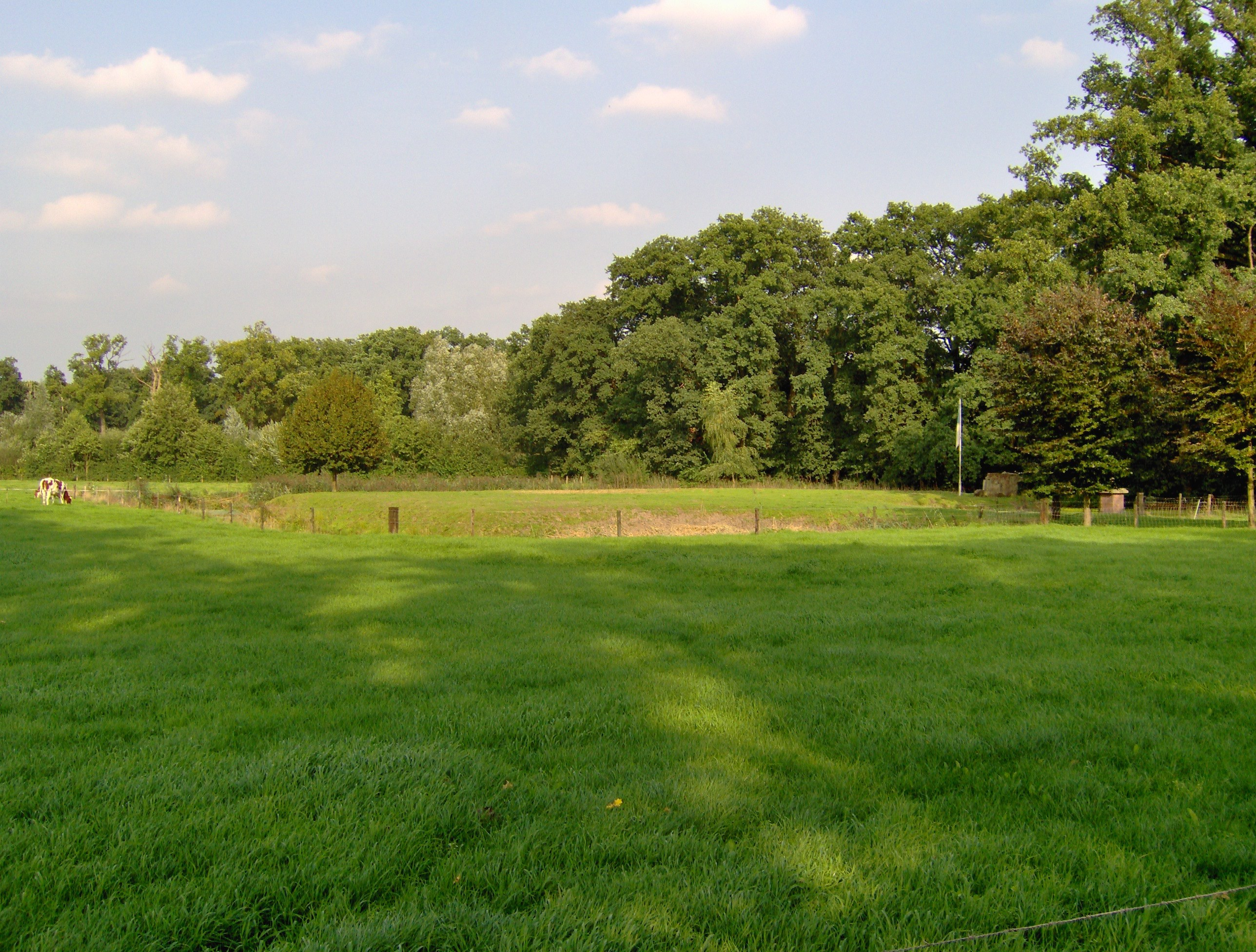
De plek van de voormalige havezate Weleveld. Door hernieuwde aanleg van het grachtenstelsel is de huisplaats weer zichtbaar. Rechts, bij de vlaggenmast, zijn enkele overgebleven bouwfragmenten zichtbaar.

Weleveld is een voormalige havezate ten noordoosten van Zenderen, in de Twentse gemeente Borne in de Nederlandse provincie Overijssel.
De Hof to Welevelde, zoals het in 1353 werd genoemd, was een van de machtigste havezaten van Twente. Het eerste huis of spieker werd volgens een inmiddels verdwenen gedenksteen gebouwd in 1300. Daarom wordt 1300 aangehouden als stichtingsdatum van de havezate. In 1244 wordt echter al een Godfried van Weleveld genoemd, wiens erfdochter vermoedelijk in het huwelijk trad met de Heer van Ruinen. Zijn zoon Otto, die het Twentse grondbezit erfde, bouwde het eerste adellijke huis op Weleveld, samen met zijn broers Berend en Johan. Dit alles zou hebben gestaan op voorgenoemde gedenksteen, die in 1907 nog als stoep zou hebben gediend bij een boer in Zenderen.
De havezate was strategisch gelegen op de kruising van de handelsweg Deventer-Osnabrück en de Bornsebeek. Daardoor kon zowel tol worden opgelegd aan het verkeer over land als dat over water. Verdere inkomsten werden gegenereerd uit de bijbehorende watermolen. De naam Welevelde was volgens de zeventiende-eeuwse bewoner Sweder Schele van Weleveld een verbastering van Wolfsveld. De wolf is terug te vinden in het wapen van Weleveld. Dit wapen bestaat uit een bovenste helft met een rode wolfskop op een goudgele achtergrond en een onderste helft met drie zilveren rozen op een blauwe achtergrond.
Na vele generaties Van Weleveld kwam Johan III van Weleveld in 1521 te overlijden. Zijn erfdochter Anna huwde Sweder Schele van Schelenburg, een burcht bij Osnabrück. Zij begonnen in 1541 het oude huis uit 1300 te vervangen. Een van hun zonen, Christoffel Schele van Weleveld (1528-1606), was verantwoordelijk voor de introductie van de Nieuwe Religie in Borne. Ze behoorden echter niet tot de calvinisten, maar waren luthers. Hij en zijn echtgenote Judith Ripperda bouwden de havezate in 1563 verder opnieuw op en voegden in 1565 een kasteeltoren toe. Omdat Christoffel Schele van Weleveld door de Spaanse koning als vijand werd gezien, viel de havezate in 1582 en 1583, ten tijde van de Tachtigjarige Oorlog, ten prooi aan de Spaanse troepen. De havezate werd daarbij ernstig beschadigd en het huisarchief ging verloren. De bijbehorende wind- en watermolens werden verwoest, de omliggende landerijen brachten nauwelijks nog geld op. De familie Schele van Weleveld, die naar het huis Santfort bij Osnabrück was uitgeweken, keerde niet eerder dan 1596 op het kasteel terug, waarop het ingestorte huis herbouwd werd.
Christoffels opvolger, zijn zoon Sweder Schele tot Welveld en Welbergen (1569-1639), heeft over de periode 1591 tot en met 1637 een 1822 pagina's tellend dagboek bijgehouden. Deze huiskroniek kende een onderbreking van 1623 tot Pasen 1629.
De nakomelingen van Sweder geraakten in een kostbare juridische strijd over de erfenis, waarop de havezate als gevolg van de hoge schulden aan het begin van de 18e eeuw in de openbare verkoop ging. Adolph, graaf van Rechteren van Huis Almelo werd de nieuwe eigenaar. Bij de verkoop deden zich echter onregelmatigheden voor, waardoor ook Lambert Joost, baron van Hambroick, zich eigenaar van de havezate waande. Na een juridische strijd van enkele jaren werd in 1720 het kasteel aan hem toegewezen. In 1748 verbouwde hij hetgeen Christoffel Schele van Weleveld had opgebouwd. De tot een bouwval vervallen toren werd door hem in 1750 vervangen. Vervolgens legde hij rond dezelfde tijd grote tuinen rondom het kasteel aan. Uit deze tijd zijn enkele tekeningen van de havezate bewaard gebleven.
Na de dood van Robert van Hambroick, de zoon van Lambert Joost, kwam het huis leeg te staan.
In 1804 werd het kasteel voor afbraak verkocht. De omliggende kasteelgracht werd daarop gedempt. Pas bij opgravingen in 1964 en 1994 kwam een deel van het erfgoed weer boven water. Vondsten omvatten onder andere bouwfragmenten van Bentheimer zandsteen (waaronder een fragment met de inscriptie FESTINA LENTE, haast u langzaam), aardewerk en glasscherven, daterend uit de 14e tot en met de 19e eeuw. Na de laatste opgravingen werd het grachtenstelsel in ere hersteld, waardoor de plek van het huis Weleveld weer zichtbaar is geworden.